# Église méthodiste unie de Saint Georges (Philadelphie)
L'église méthodiste unie de Saint-Georges à Philadelphie (Pennsylvanie), appelée le « berceau du méthodisme américain », construite en 1763, est la plus ancienne église méthodiste du monde, où sont célébrés des offices de façon continue depuis 1769.

## Histoire
L'Église Méthodiste Unie de Saint-Georges est la plus ancienne des églises méthodistes américaines qui a assuré les offices et liturgie de façon ininterrompue depuis 1769. À la fin des années 1760, il y avait en Pennsylvanie, 142 églises luthériennes, 64 temples de Quakers, 24 églises anglicanes, 3 églises catholiques de rite romain  et un nombre important de congrégations presbytériennes. Sous l'impulsion de John Wesley, le méthodisme s'est rapidement développé pour devenir le plus grand mouvement protestant en Amérique au milieu des années 1800. Dans la seule région de Philadelphie, l'Église épiscopale méthodiste est présente dans 82 congrégations,,. 
En 1988, l'église Méthodiste Unie de Saint-Georges est inscrite au Registre national des lieux historiques,,